# جيري إل. سميث
جيري إل. سميث (بالإنجليزية: Jerry L. Smith)‏ هو محامي وسياسي أمريكي، ولد في 6 ديسمبر 1943، وتوفي في 30 يناير 2015. حزبياً، نشط في الحزب الجمهوري. وقد انتخب عضو مجلس ولاية أوكلاهوما وانتخب عضو مجلس نواب أوكلاهوما.